# 巴拉顿伦代什
巴拉顿伦代什（匈牙利語：Balatonrendes，匈牙利語發音：[ˈbɒlɒtonrɛndɛʃ]）是匈牙利维斯普雷姆州所辖的一个村，位于巴拉顿湖湖畔，总面积6.76平方公里，总人口120，人口密度17.8人/平方公里（2010年1月1日）。